# Consulta Popular de Ecuador de 2006
La Consulta Popular de Ecuador de 2006, fue impulsada por el gobierno de Alfredo Palacio.

## Fecha
La Consulta Popular 2006 se realizó el 26 de noviembre de 2006.

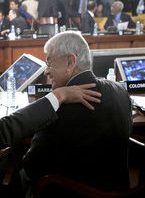
Alfredo Palacio impulsó la consulta popular de 2006.

## Preguntas
Las preguntas de la consulta popular fueron:
- Pregunta 1

Está usted de acuerdo con que las ocho políticas del Plan Decenal de Educación (2006-2015), constantes en esta consulta, sean consideradas como políticas de Estado prioritarias para la inversión del sector público?
- Pregunta 2

Está de acuerdo en que el plazo de cinco meses, el Congreso Nacional debata y apruebe leyes encaminadas a :
a.Destinar a favor de los ecuatorianos recursos suficientes que garanticen la prevención y la atención médica de patologías, elevando a categoría de política de Estado el Aseguramiento Universdal de Salud.
b.El aumento del 0,5% anual en la participación de salud en relación con el PIB hasta el año 2012, o hasta alcanzar al menos el 4% del PIB.
- Pregunta 3

Está de acuerdo en que el Congreso Nacional, dentro del plazo de 5 meses, expida leyes encaminadas a garantizar que los recursos petroleros no previstos o superiores a lo presupuestado en el presupuesto general del Estado sean destinados a la inversión social y a la reactivación productiva?

## Resultados
Los resultados de la consulta popular fueron los siguientes:
| Preguntas  | Sí        | Sí         | No      | No         | Blancos   | Blancos    | Nulos   | Nulos      |
| Preguntas  | Votos     | Porcentaje | Votos   | Porcentaje | Votos     | Porcentaje | Votos   | Porcentaje |
| ---------- | --------- | ---------- | ------- | ---------- | --------- | ---------- | ------- | ---------- |
| Pregunta 1 | 4.491.145 | 67,05%     | 412.422 | 6,16%      | 1.273.612 | 19,02%     | 520.728 | 7,77%      |
| Pregunta 2 | 4.409.377 | 66,09%     | 511.608 | 7,67%      | 1.201.728 | 18,01%     | 548.648 | 8,22%      |
| Pregunta 3 | 4.283.238 | 64,21%     | 549.286 | 8,23%      | 1.303.566 | 19,54%     | 534.853 | 8,02%      |